# Ricardo José Sá Fortes de Arruda
Ricardo José Sá Fortes de Arruda (Santos Dumont), é um político brasileiro, filiado ao MDB. Nas eleições de 2022, foi eleito deputado estadual pelo MA.